# پورتو لوپز (متا)
پورتو لوپز (انگلیسی: Puerto López, Meta) نام شهری در کشور کلمبیا است.